# 格林縣 (紐約州)
格林縣（英語：Greene County）是美国纽约州中部東南邊緣的一個縣，東傍哈德遜河，面積1,705平方公里。2020年的人口普查統計共有47,931人。縣治卡茨基尔村（Catskill）。該縣成立於1800年，縣名紀念美國獨立戰爭將領納撒尼爾·格林（Nathanael Greene）。
科克萨基镇（Coxsackie/Koixhacking）是克山病的病原体「克沙奇病毒」的分离地。